# Matthew Broderick
Matthew Quincy Broderick (Nueva York, 21 de marzo de 1962) es un actor y cantante estadounidense conocido por sus papeles en Painkiller, Lady Halcón, Juegos de guerra, Ferris Bueller's Day Off, Tiempos de gloria, Inspector Gadget, Adictos al amor, Election y Godzilla, aunque también es conocido por darle voz a Simba en su etapa adulta en El rey león y sus secuelas. Ha ganado dos premios Tony, además de recibir nominaciones para los premios Emmy y los premios Globo de Oro.

## Biografía
Broderick nació en la ciudad de Nueva York, hijo del actor James Broderick y de Patricia Biow, dramaturga, actriz y pintora. Su madre era judía, descendiente de alemanes y polacos. Su padre era católico de ascendencia irlandesa e inglesa. Broderick asistió a la escuela City & Country School y a Walden School en secundaria, un instituto privado de Manhattan.
En 1987 Matthew Broderick y la actriz Jennifer Grey se montaron en un BMW alquilado rumbo al norte de Irlanda. En algún punto Broderick se pasó al carril contrario y causó un choque frontal contra otro vehículo mató instantáneamente a Margareth Doherty, de 63 años, y Anna Gallagher, su hija de 30. Broderick sufrió heridas de consideración, Grey corrió  mejor suerte y fueron de menor importancia. Se determinó que estaba conduciendo por la derecha (contrario a las leyes de tráfico de Irlanda) y no estaba borracho, pero la razón probatoria del accidente nunca fue determinada. La ausencia de testigos, marcas y otras pruebas hicieron que Broderick solo se enfrentase finalmente al cargo de conducción indebida. Fue acusado de “conducción temeraria”, con una multa de £100/$175.
En el aspecto sentimental, está casado con la actriz Sarah Jessica Parker desde el 19 de mayo de 1997. De su matrimonio tiene tres hijos.

## Filmografía

### Cine
| Año  | Título                             | Papel                                              | Notas                                                                                          |
| ---- | ---------------------------------- | -------------------------------------------------- | ---------------------------------------------------------------------------------------------- |
| 1983 | Max Dugan Returns                  | Michael McPhee                                     |                                                                                                |
| 1983 | WarGames                           | David Lightman                                     | Nominado – Saturn Award for Best Actor                                                         |
| 1985 | 1918                               | Hermano                                            |                                                                                                |
| 1985 | Ladyhawke                          | Philippe Gaston                                    |                                                                                                |
| 1986 | Ferris Bueller's Day Off           | Ferris Bueller                                     | Nominado– Golden Globe Award for Best Actor – Motion Picture Musical or Comedy                 |
| 1986 | On Valentine's Day                 | Hermano                                            |                                                                                                |
| 1987 | Proyecto X                         | Jimmy Garrett                                      |                                                                                                |
| 1988 | Biloxi Blues                       | Eugene Morris Jerome                               |                                                                                                |
| 1988 | Torch Song Trilogy                 | Alan Simon                                         |                                                                                                |
| 1989 | Family Business                    | Adam McMullen                                      |                                                                                                |
| 1989 | Glory                              | Coronel Robert Gould Shaw                          |                                                                                                |
| 1990 | El novato                          | Clark Kellogg                                      |                                                                                                |
| 1992 | Out on a Limb                      | Bill Campbell                                      |                                                                                                |
| 1993 | The Night We Never Met             | Sam Lester                                         |                                                                                                |
| 1994 | El rey león                        | Simba de adulto                                    | Solo voz                                                                                       |
| 1994 | Mrs. Parker and the Vicious Circle | Charles MacArthur                                  |                                                                                                |
| 1994 | The Road to Wellville              | William Lightbody                                  |                                                                                                |
| 1995 | The Thief and the Cobbler          | Tack el zapatero                                   | Solo voz                                                                                       |
| 1996 | The Cable Guy                      | Steven M. Kovacs                                   | Nominado – MTV Movie Award for Best Fight (with Jim Carrey)                                    |
| 1996 | Infinity                           | Richard Feynman                                    | También productor / director                                                                   |
| 1997 | Addicted to Love                   | Sam                                                |                                                                                                |
| 1998 | Godzilla                           | Dr. Niko "Nick" Tatopoulos                         |                                                                                                |
| 1998 | The Lion King II: Simba's Pride    | Simba                                              | Solo voz                                                                                       |
| 1998 | Walking to the Waterline           | Michael Woods                                      |                                                                                                |
| 1999 | Election                           | Jim McAllister                                     |                                                                                                |
| 1999 | Inspector Gadget                   | Agente John Brown / Inspector Gadget / Robo-Gadget |                                                                                                |
| 2000 | Puedes contar conmigo              | Brian Everett                                      |                                                                                                |
| 2003 | Good Boy!                          | Hubble                                             | Solo voz                                                                                       |
| 2004 | El rey león 3: Hakuna Matata       | Simba de adulto                                    | Solo voz                                                                                       |
| 2004 | Marie and Bruce                    | Bruce                                              |                                                                                                |
| 2004 | Las Mujeres Perfectas              | Walter Kresby                                      |                                                                                                |
| 2004 | The Last Shot                      | Steven Schats                                      |                                                                                                |
| 2005 | The Producers                      | Leo Bloom                                          |                                                                                                |
| 2006 | Strangers with Candy               | Roger Beekman                                      |                                                                                                |
| 2006 | Deck the Halls                     | Steve Finch                                        |                                                                                                |
| 2007 | Then She Found Me                  | Ben Green                                          |                                                                                                |
| 2007 | Bee Movie                          | Adam Flayman                                       | Solo voz                                                                                       |
| 2008 | Finding Amanda                     | Taylor Peters Mendon                               |                                                                                                |
| 2008 | The Tale of Despereaux             | Despereaux                                         | Solo voz                                                                                       |
| 2009 | Diminished Capacity                | Cooper Kennedy                                     |                                                                                                |
| 2010 | Wonderful World                    | Ben Singer                                         |                                                                                                |
| 2011 | Margaret                           | John Van Tassel                                    |                                                                                                |
| 2011 | Tower Heist                        | Mr. Fitzhugh                                       |                                                                                                |
| 2011 | New Year's Eve                     | Mr. Buellerton                                     | No acreditado                                                                                  |
| 2013 | Skum Rocks!                        | Él mismo                                           | Documental                                                                                     |
| 2015 | Dirty Weekend                      | Les Moore                                          |                                                                                                |
| 2015 | Trainwreck                         | Matthew Broderick                                  |                                                                                                |
| 2016 | Manchester by the Sea              | Jeffrey                                            | Nominado – Screen Actors Guild Award for Outstanding Performance by a Cast in a Motion Picture |
| 2016 | The American Side                  | Borden Chase                                       |                                                                                                |
| 2016 | Rules Don't Apply                  | Levar Mathis                                       |                                                                                                |
| 2018 | The Gettysburg Address             | Narrador                                           | Documental Solo voz                                                                            |
| 2018 | To Dust                            | Albert                                             |                                                                                                |
| 2018 | Look Away                          | Murray                                             |                                                                                                |
| 2019 | Wonder Park                        | Padre de June                                      | Solo voz                                                                                       |
| 2023 | No Hard Feelings                   | Laird                                              |                                                                                                |

### Televisión
| Año        | Título                        | Papel                       | Notas                                                                                                |
| ---------- | ----------------------------- | --------------------------- | --- |
| 1981       | Lou Grant                     | Mike                        | Episodio: "Generations"                                                                              |
| 1985       | Faerie Tale Theatre           | Príncipe Henry              | Episodio: "Cinderella"                                                                               |
| 1985       | Master Harold... and the Boys | Hally Ballard               | Telefilm Nominado – CableACE Award for Actor in a Theatrical or Dramatic Special                     |
| 1988, 1998 | Saturday Night Live           | Él mismo (presentador)      | 2 episodios                                                                                          |
| 1993       | A Life in the Theatre         | John                        | Telefilm Nominado – Primetime Emmy Award for Outstanding Supporting Actor in a Miniseries or a Movie |
| 1995       | Frasier                       | Mark (voz)                  | Episodio: "She's the Boss"                                                                           |
| 1996       | The West                      | William Swain (voz)         | Episodio: "Speck of the Future"                                                                      |
| 2003       | The Music Man                 | Profesor Harold Hill        | Telefilm                                                                                             |
| 2008, 2012 | 30 Rock                       | Cooter Burger               | 2 episodios                                                                                          |
| 2009       | Cyberchase                    | Max (voz)                   | Episodio: "Father's Day"                                                                             |
| 2010-2015  | Louie                         | Él mismo                    | 2 episodios                                                                                          |
| 2010       | Beach Lane                    | Mike Brennan                | Piloto                                                                                               |
| 2012       | Adventure Time                | Dream Warrior (voz)         | Episodio: "Who Would Win"                                                                            |
| 2012       | Modern Family                 | Dave                        | Episodio: "Mistery Date"                                                                             |
| 2013       | Untitled Tad Quill project    | Jack Lewis                  | Piloto                                                                                               |
| 2015       | The Jim Gaffigan Show         | Él mismo                    | Episodio: "Wonderful"                                                                                |
| 2016       | Adventure Time                | Espíritu del bosque (voz)   | Episodio: "Flute Spell"                                                                              |
| 2017       | BoJack Horseman               | Joseph Sugarman (voz)       | 2 episodios                                                                                          |
| 2017       | A Christmas Story Live!       | Narrador                    | Especial televisivo                                                                                  |
| 2019       | Daybreak                      | Director Burr/Barón Triumph | Protagonista                                                                                         |
| 2019       | Rick y Morty                  | Gato parlante (voz)         | Episodio: "Claw and Hoarder: Special Ricktim's Morty"                                                |
| 2023       | PainKiller                    | Richard Sackler             | Protagonista                                                                                         |
| 2023       | Only Murders in the Building  | él mismo                    | Episodio: "CoBro"                                                                                    |

## Teatro
| Year    | Title                                            | Role                 | Notes                                                      |
| ------- | ------------------------------------------------ | -------------------- | ---------------------------------------------------------- |
| 1981    | Torch Song Trilogy                               | David                |                                                            |
| 1983    | Brighton Beach Memoirs                           | Eugene Jerome        | Tony Award for Best Featured Actor in a Play               |
| 1985    | Biloxi Blues                                     | Eugene Morris Jerome |                                                            |
| 1986–87 | The Widow Claire                                 | Horace Robedaux      |                                                            |
| 1995    | How to Succeed in Business Without Really Trying | J. Pierrepont Finch  | Tony Award for Best Leading Actor in a Musical             |
| 1999    | Night Must Fall                                  | Dan                  |                                                            |
| 2000    | Taller Than a Dwarf                              | Howard Miller        |                                                            |
| 2001–02 | The Producers                                    | Leopold "Leo" Bloom  | Nominated – Tony Award for Best Leading Actor in a Musical |
| 2004    | The Foreigner                                    | Charlie Baker        |                                                            |
| 2005    | The Odd Couple                                   | Felix Unger          |                                                            |
| 2009    | The Philanthropist                               | Phillip              |                                                            |
| 2009    | The Starry Messenger                             | Mark Williams        |                                                            |
| 2012–13 | Nice Work If You Can Get It                      | Jimmy Winter         |                                                            |
| 2014–15 | It's Only a Play                                 | Peter Austin         |                                                            |
| 2015    | Sylvia                                           | Greg                 |                                                            |
| 2016    | Oh, Hello on Broadway                            | Guest                |                                                            |
| 2016    | Shining City                                     | John                 |                                                            |
| 2017    | Evening at the Talk House                        | Robert               | 2017 Obie Award for Performance                            |